# Pogonarthron bedeli
Pogonarthron bedeli là một loài bọ cánh cứng trong họ Cerambycidae.